# Glenn M. Anderson
Glenn Malcolm Anderson (Hawthorne, 21 febbraio 1913 – Los Angeles, 13 dicembre 1994) è stato un politico statunitense, membro della Camera dei Rappresentanti per lo stato della California dal 1969 al 1993.

## Biografia
Nato a Hawthorne, dopo gli studi all'Università della California, Los Angeles e il servizio militare, Anderson entrò in politica con il Partito Democratico.
Nel 1940 fu eletto sindaco della sua città e tre anni dopo entrò a far parte dell'Assemblea di Stato della California, dove rimase per otto anni.
Nel 1958 venne eletto vicegovernatore della California e nel 1962 ottenne un secondo mandato. Nel 1966 chiese un terzo mandato agli elettori ma fu sconfitto dal repubblicano Robert Finch.
Nel 1968 si candidò alla Camera dei Rappresentanti e fu eletto. Negli anni successivi venne rieletto per altri undici mandati, cambiando due volte distretto congressuale. Nel 1992 annunciò il suo ritiro dalla politica attiva e lasciò il Congresso dopo ventiquattro anni di permanenza.
Anderson morì nel dicembre del 1994 all'età di ottantuno anni.